# Clydesmithia canadensis
Clydesmithia canadensis är en insektsart. Clydesmithia canadensis ingår i släktet Clydesmithia och familjen långrörsbladlöss. Inga underarter finns listade i Catalogue of Life.